# Oxalis obtriangulata
Oxalis obtriangulata là một loài thực vật có hoa trong họ Chua me đất. Loài này được Maxim. mô tả khoa học đầu tiên năm 1867.

## Hình ảnh

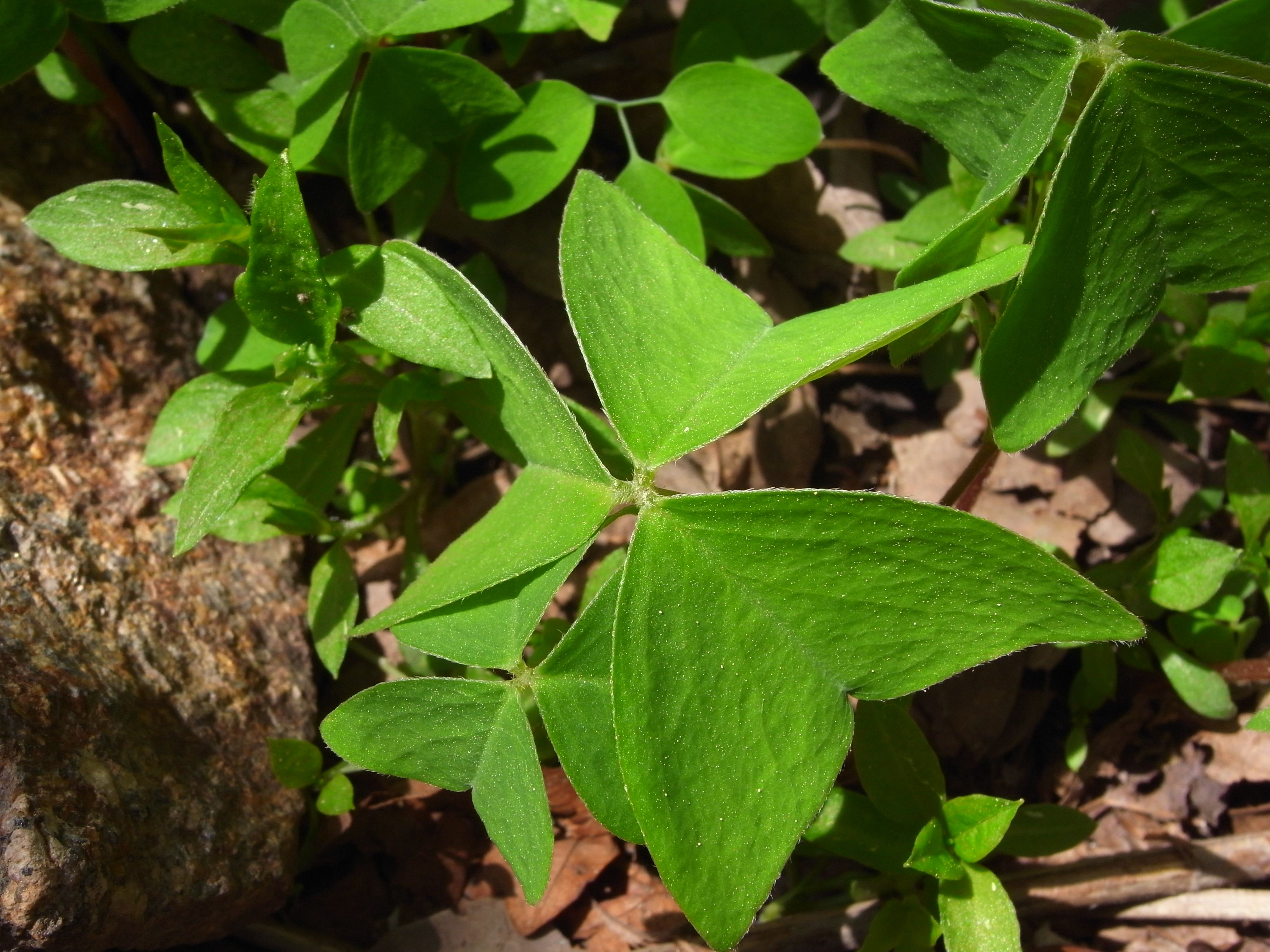
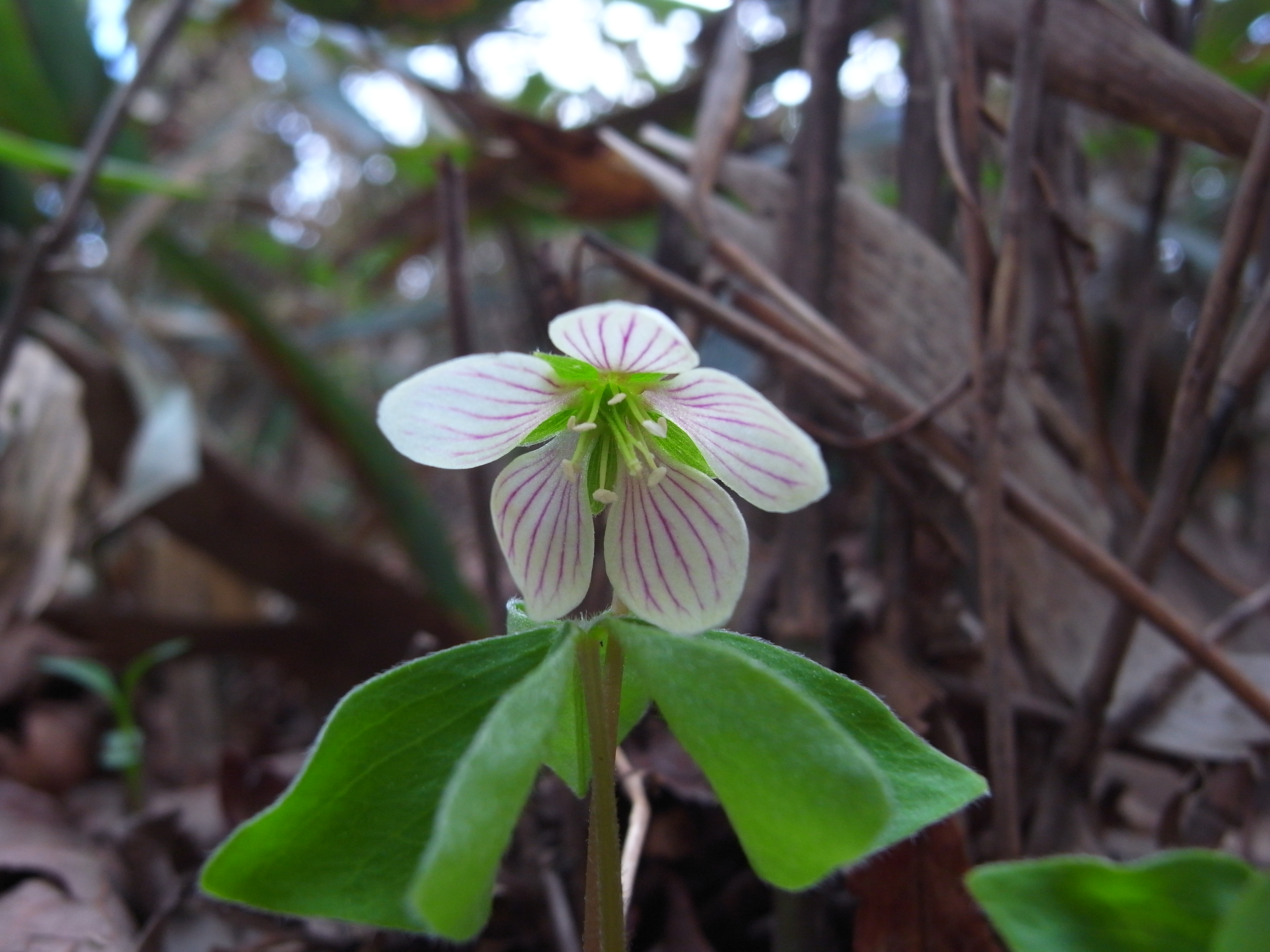